# Barrage de Castillon
Pour les articles homonymes, voir barrage de Castillon du Tourmalet dans les Hautes-Pyrénées.
Le barrage de Castillon ou barrage de Castillon-Demandolx est situé dans le département français des Alpes-de-Haute-Provence près de Castellane. La retenue du barrage forme un lac de 150 millions de mètres cubes, le lac de Castillon.
Il est situé dans le resserrement naturel de la colline du Cheiron avec le Verdon qui passe au milieu. Le barrage, implanté sur de la roche calcaire, fait 95 m de haut et 200 m de longueur. Son débit d'évacuation des crues est de 1 200 m3/s et son débit de vidange de 500 m3/s. La centrale électrique peut produire annuellement 80 GWh, ce qui correspond à une puissance moyenne annuelle de 9 MW.

## Géographie

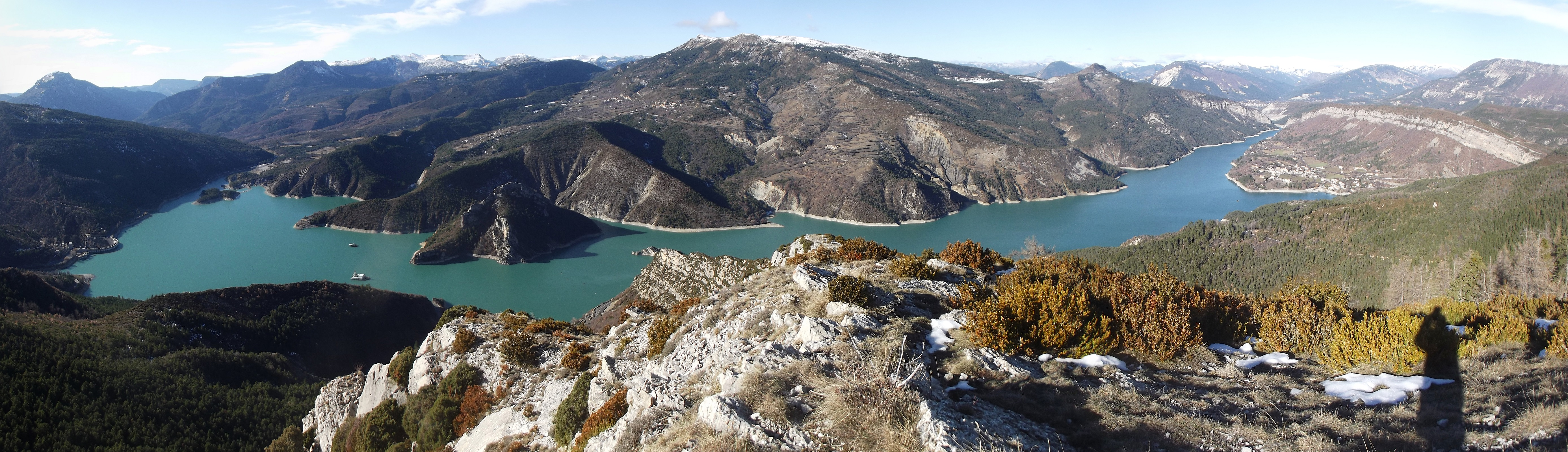
Lac de Castillon (partie sud) vu de la Colle.

Le barrage est situé près de Castellane et à 5 km en amont du barrage de Chaudanne. Le lac qu'il forme occupe la vallée du Verdon sur 8 km. Les communes de Saint-Julien-du-Verdon et Saint-André-les-Alpes profitent de l'attraction touristique créée par le lac.

Vues du lac
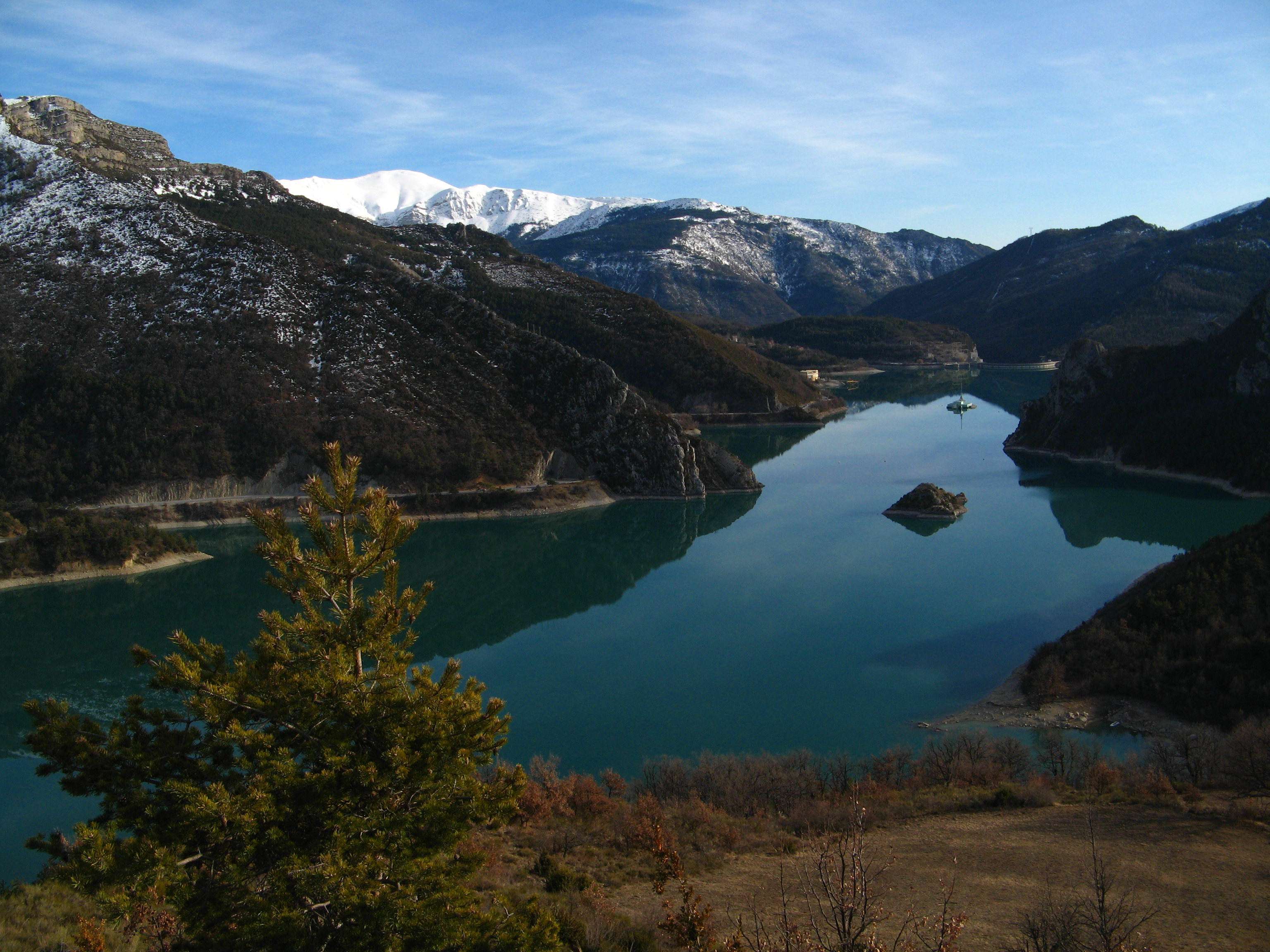
Le lac et le barrage de Castillon, vus du hameau de Blaron (Castellane).
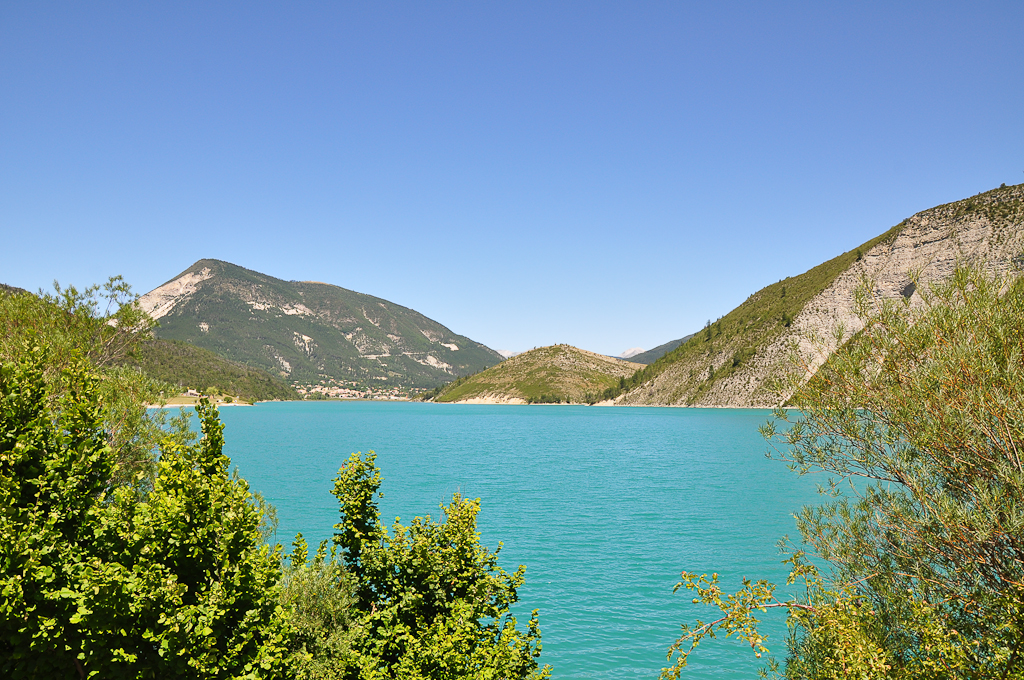
Le lac en été, à hauteur de Saint-André-les-Alpes.

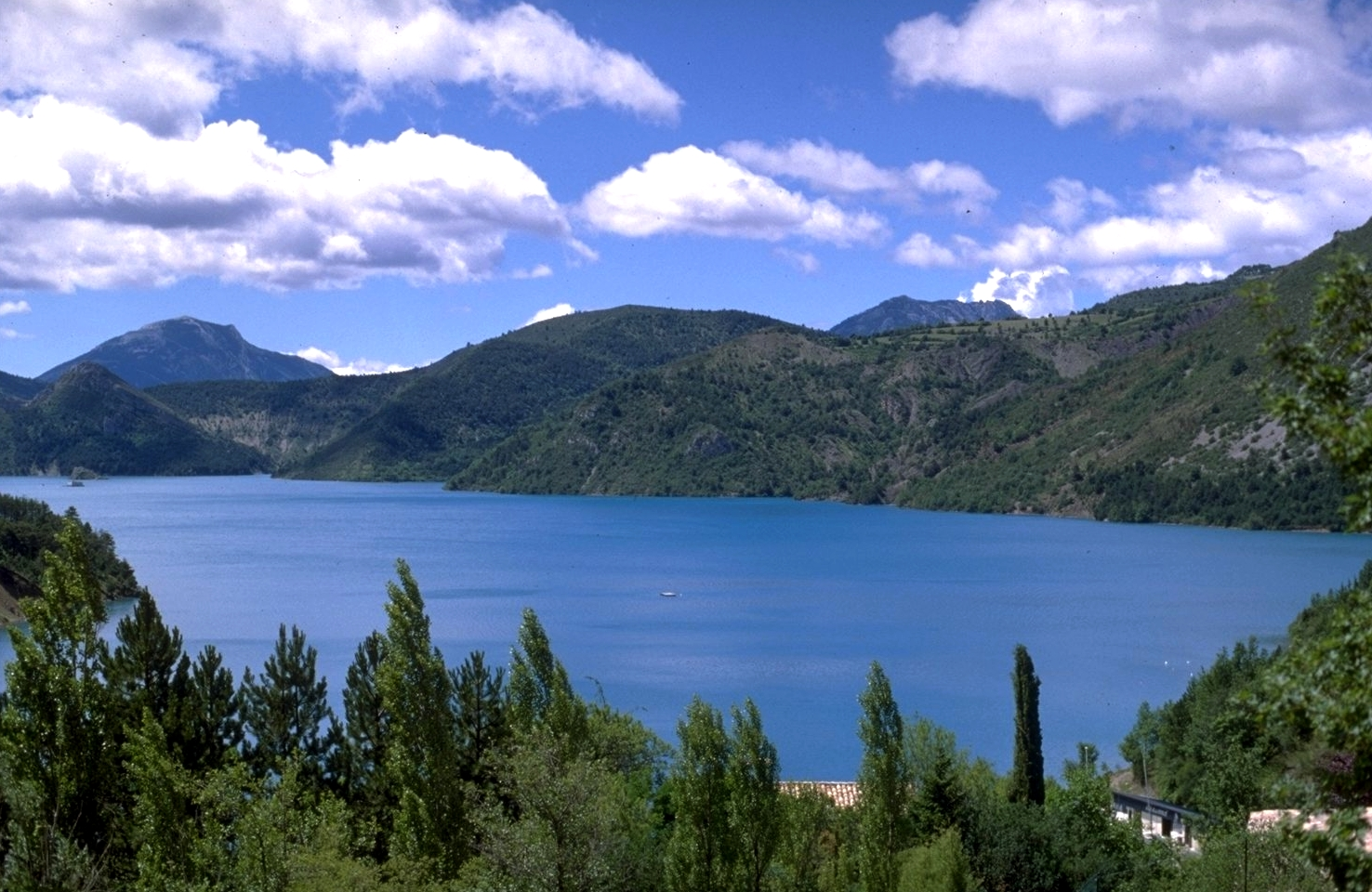
Partie principale du lac, à hauteur de Saint-Julien-du-Verdon.
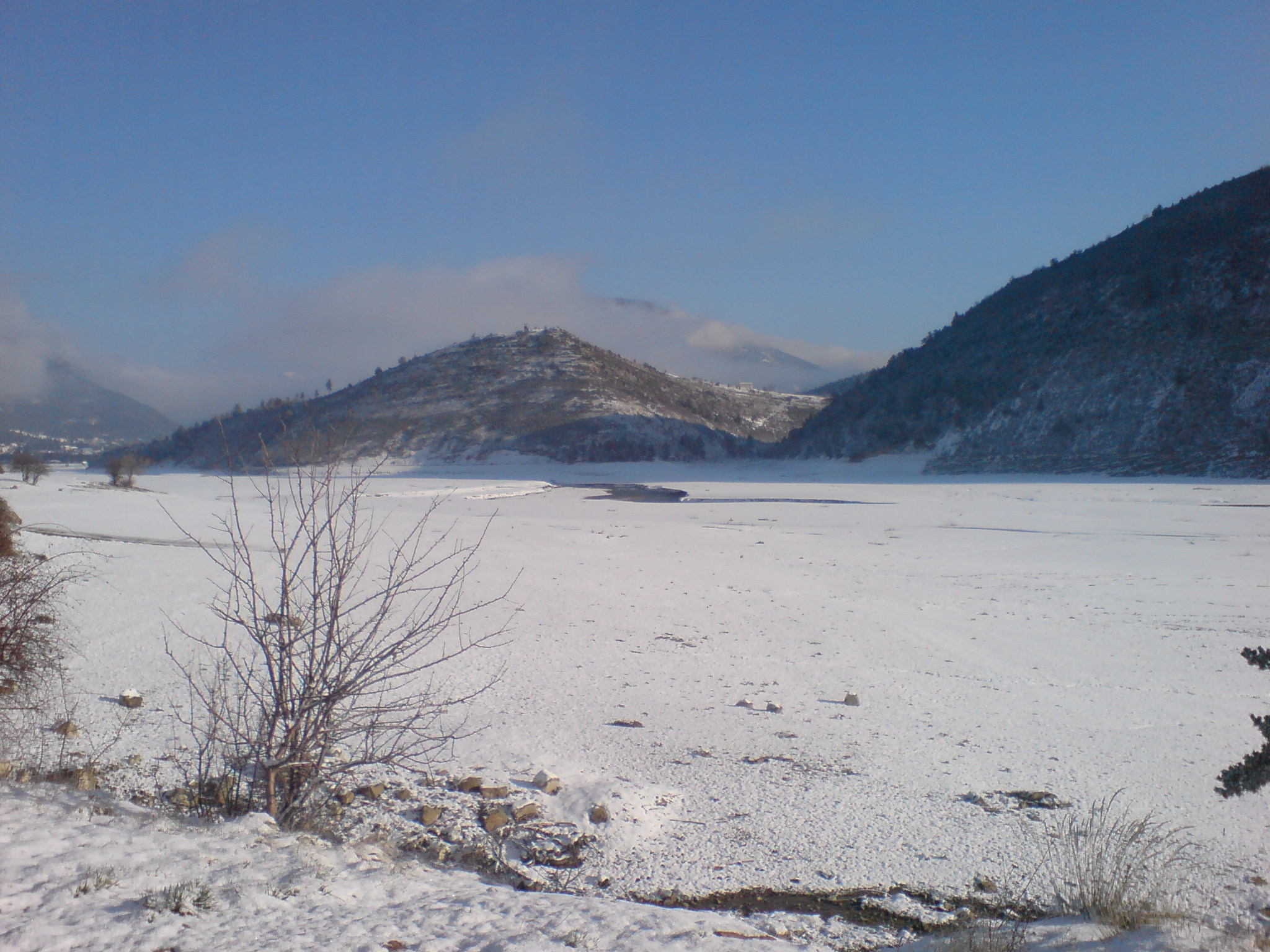
La queue du lac sous la neige.

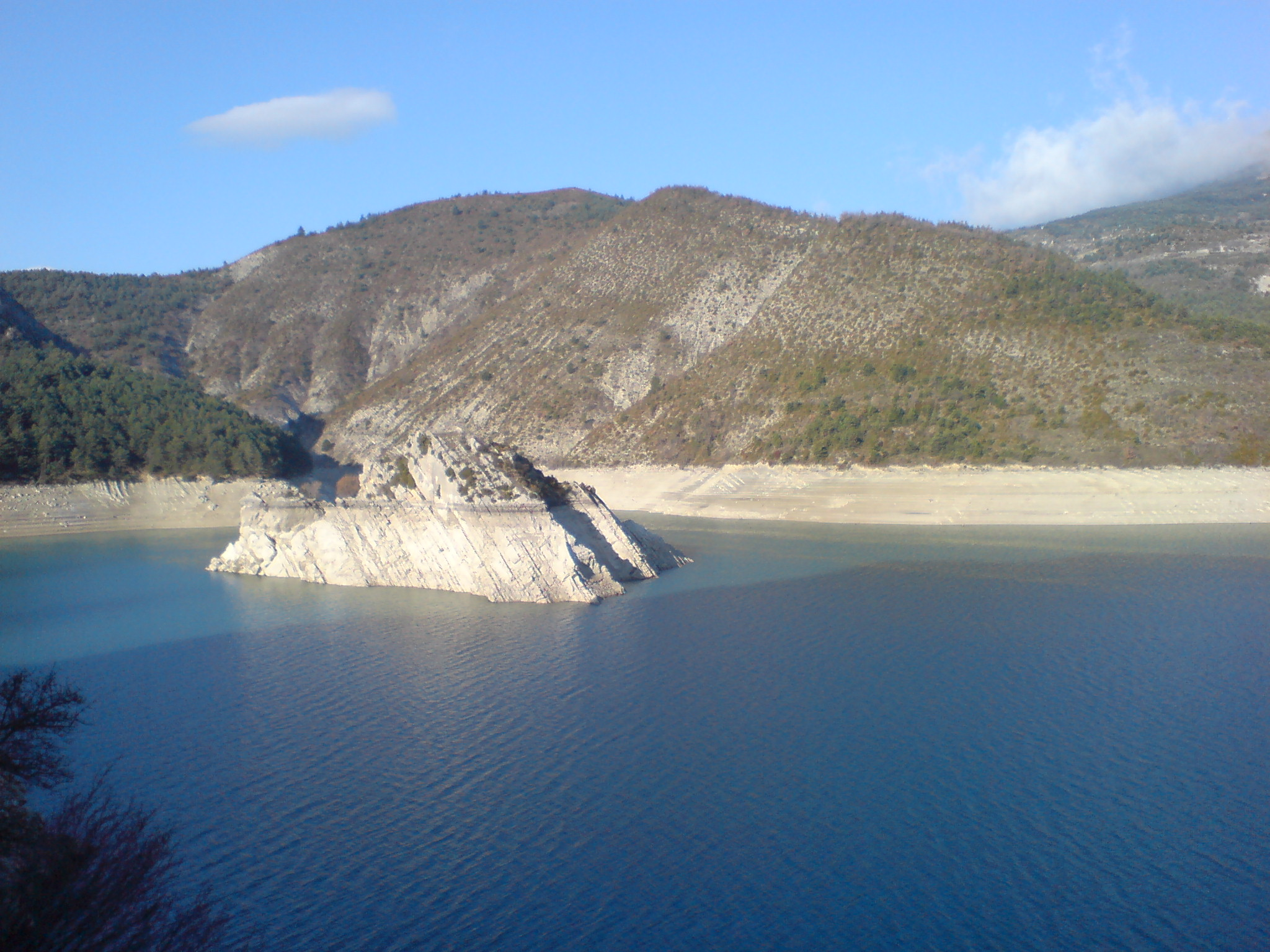
Îlot au milieu du lac, en période de basses-eaux.
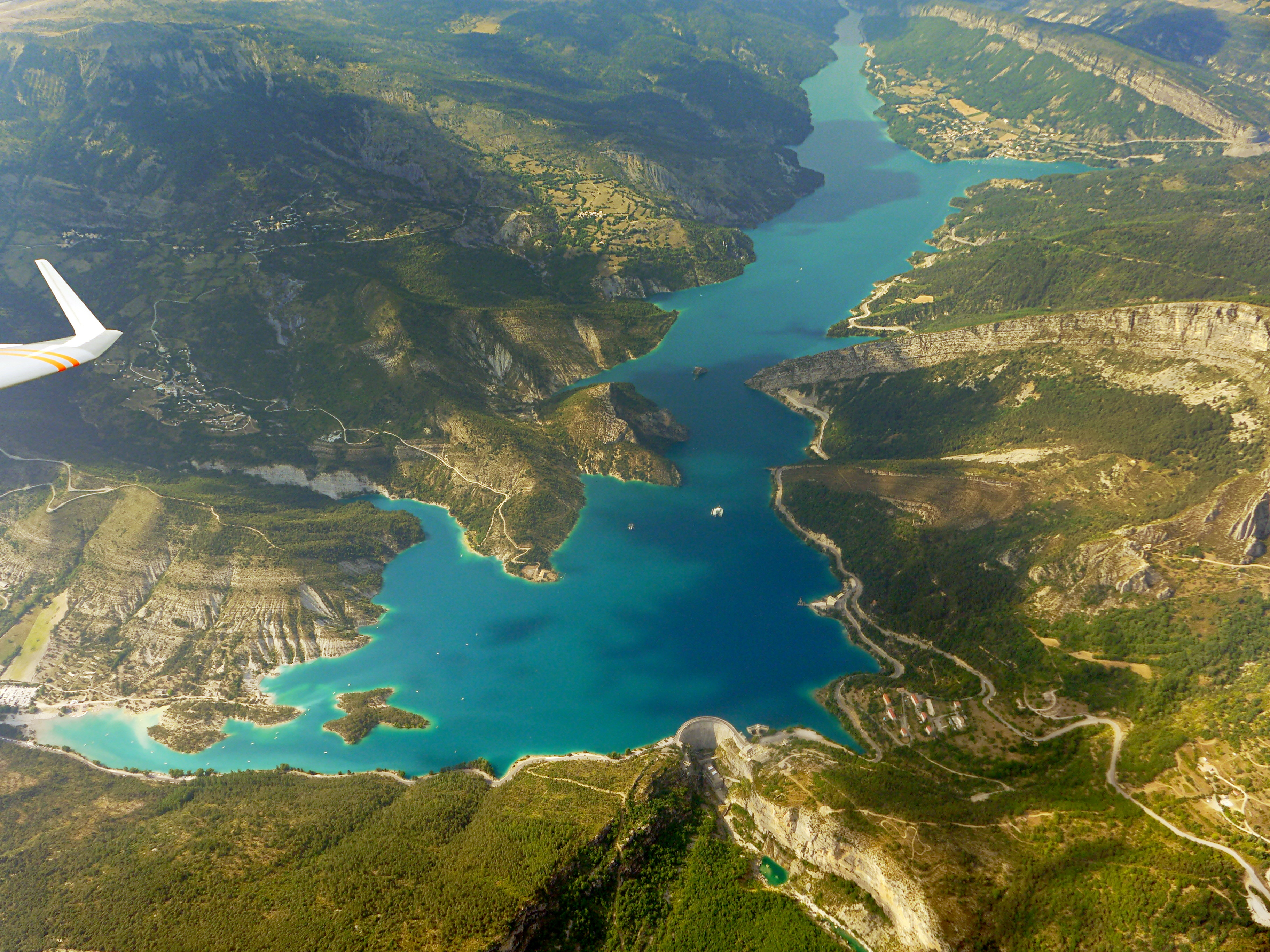
Vue aérienne.

## Histoire

### Projets
Le premier projet pour la construction de barrage-réservoir à Castillon date de 1895. D’autres études des années 1900 prévoient deux lacs de part et d'autre de Castellane, Carejuan en aval (avec une retenue de 400 millions de m3) et Castillon en amont (avec une retenue dix fois moindre), le premier étant prioritaire. Seuls des travaux préliminaires furent réalisés.

### Construction
La Société hydroélectrique du Verdon (SHEV) obtient la concession pour le barrage de Castillon en 1928, en même temps que celle du barrage de Chaudanne. Elle bénéficie pour la construction du barrage des réparations dues par l'Allemagne au lendemain de la Première Guerre mondiale et confie les travaux à la société Verdonbau. Celle-ci emploie environ 1 200 ouvriers, dont de très nombreux Allemands, et fait venir tout son matériel d'Allemagne. La première pierre est posée en 1929.
À la suite de la faillite en 1932 de la Société hydroélectrique du Verdon (SHEV), les travaux sont interrompus et le chantier surveillé par un gardien allemand.
En 1936, la partie déjà édifiée du barrage est atteinte par un incendie, peut-être criminel,, qui détruit les concasseurs destinés à la production de graviers pour le béton du barrage. L’enquête ne donne rien : les différentes hypothèses, sabotage, escroquerie aux assurances, ne peuvent être départagées.
La concession est reprise en 1938 par le concurrent de la SHEV, l’Énergie électrique du littoral méditerranéen (EELM). Elle ne reprend les travaux qu'en 1941, après le vote d'une loi accordant des crédits publics, mais avec une soixantaine d’ouvriers seulement,.
En juillet 1945, le chantier de construction redémarre rapidement, avec 2 200 ouvriers dont 800 prisonniers de guerre allemands. La construction n’est pas ralentie significativement par les sabotages du 19 février 1947, et le barrage est mis en service l’année suivante.
Le cimetière de Castillon a été déplacé rive gauche du lac, l’Aire des Saints, avec une quinzaine de tombes et le monument aux morts de 1914-1918. Une chapelle y a été construite.
Terminé en 1948, après vingt ans de péripéties, le barrage de Castillon retient 150 millions de mètres cubes (500 ha). Le village de Castillon a été englouti sous le lac. L'ancienne RN 202 a aussi été recouverte par la retenue. Lorsque le niveau de l'eau baisse, on peut voir l'ancien pont Julien.

Les ponts
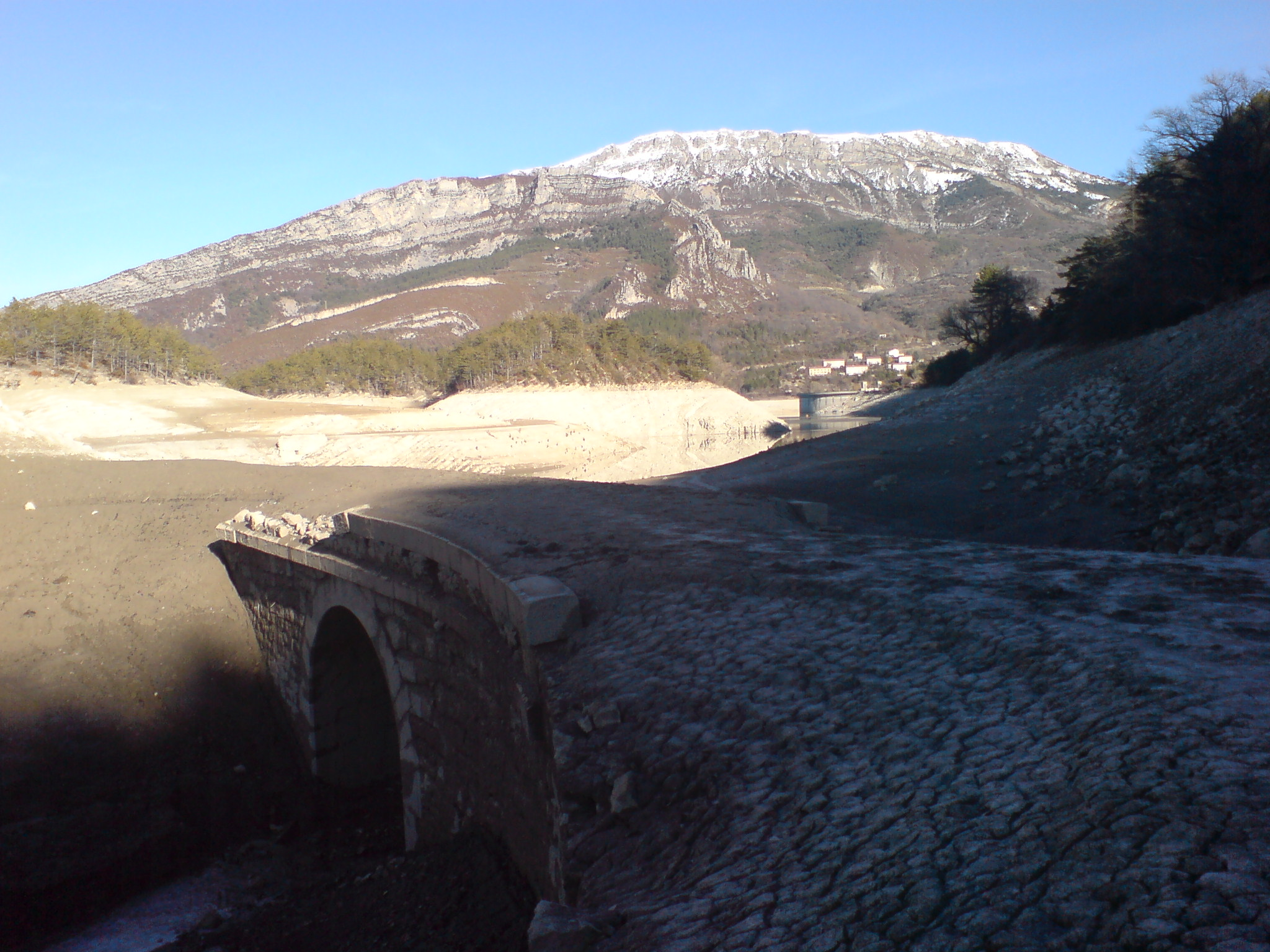
Pont de l’ancienne route de Castillon, recouvert de sédiments.
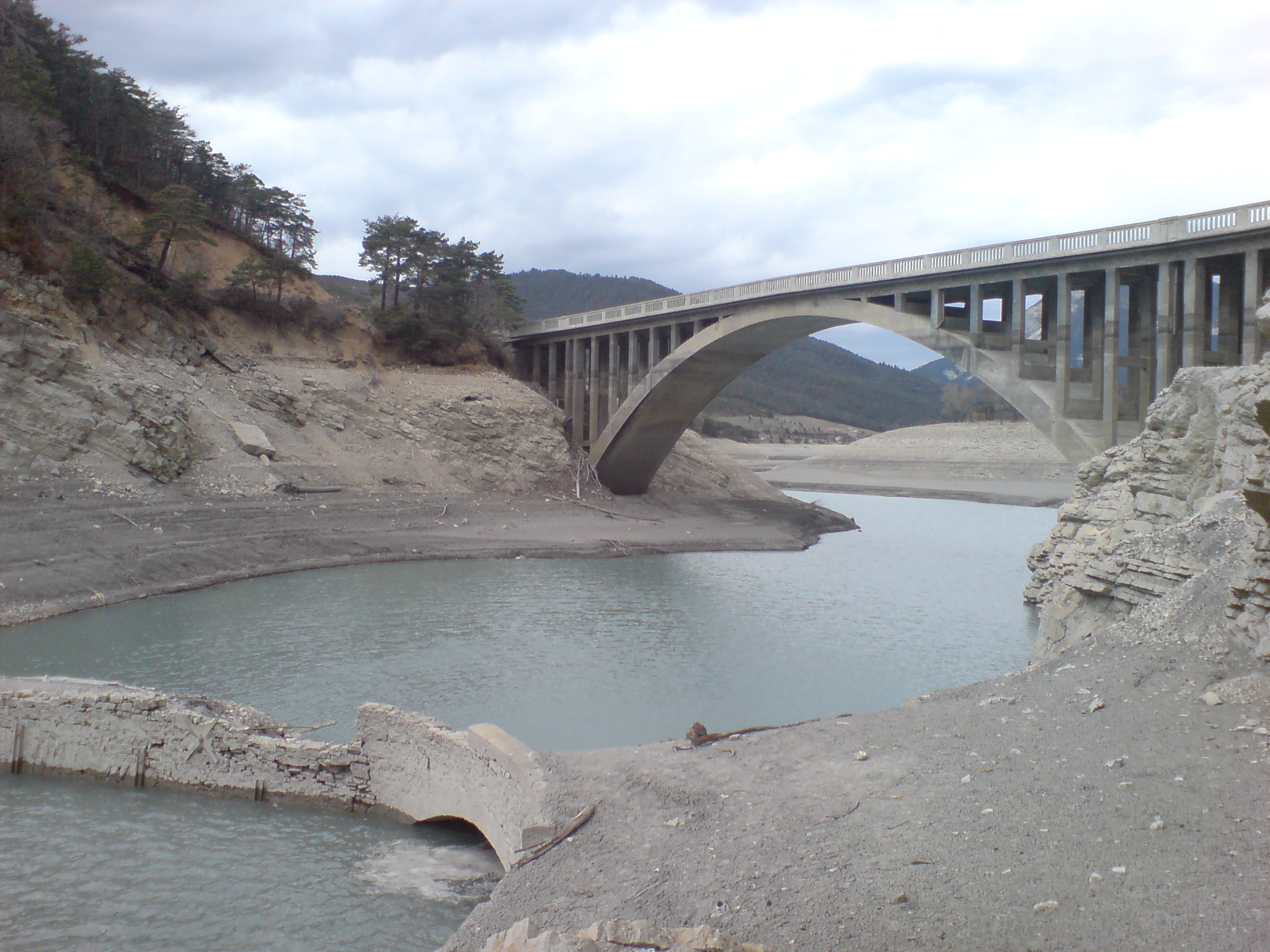
Pont Julien et pont de Saint-André-les-Alpes

## Cadran solaire

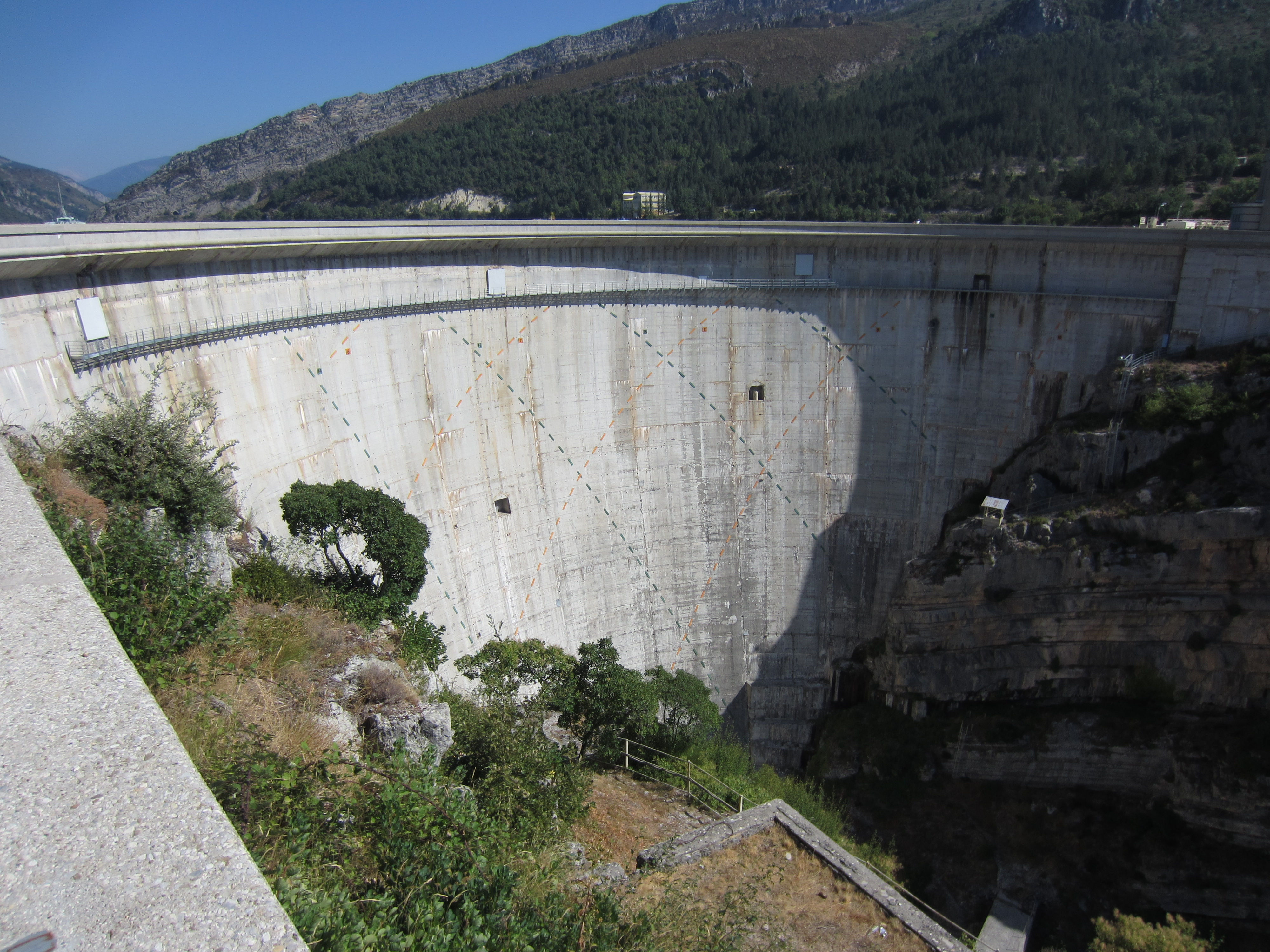
Cadran solaire sur le barrage

Le 20 juin 2009 est inauguré un cadran solaire conçu et calculé par Denis Savoie et Roland Lehoucq et dont les lignes horaires sont tracées sur la voûte du barrage. Couvrant une surface d'environ 13 000 mètres carrés, il est le plus grand cadran solaire du monde. Ce projet, réalisé sous l'égide d'EDF, s'inscrit dans le cadre de l'année mondiale de l'astronomie qui célèbre le 400e anniversaire des premières observations du ciel avec une lunette astronomique par Galilée.
Comme tout cadran solaire, celui de Castillon indique l'heure grâce à une ombre projetée. Contrairement à l'habitude, cette ombre n'est pas celle d'un style, mais celle de la corniche en surplomb qui couronne le barrage. Celle-ci projette une ombre courbe déterminée par le profil de la corniche et par la forme de la voûte du barrage. La lecture de l'heure se fait de la façon suivante : il est, par exemple, 9 h au soleil quand l'ombre de la corniche est tangente à la ligne horaire correspondante. En été, ce cadran peut indiquer l'heure de 6 h à 18 h (heure solaire).

## Lac de retenue
Le lac de Castillon est le lac artificiel formé par le barrage de Castillon. Il contient 150 millions de m3 (8 km de longueur, 500 ha) dont 85 millions sont réservés à l'agriculture.

## Activités
Les différentes activités liées au lac sont :
- Tourisme, canoë, kayak, pédalo, catamaran, ski nautique, planche à voile, aviron, pêche.
- Militaires avec le site d'essais sonars et acoustiques (Sesac) de la direction générale de l'Armement / DGA TN (Technique Navale)[11],[12].